# Beffendorf
Beffendorf is een plaats in de Duitse gemeente Oberndorf am Neckar, deelstaat Baden-Württemberg, en telt 1014 inwoners (2006).